# Batis d'ulleres grises
La batis d'ulleres grises (Platysteira hormophora) és un ocell de la família dels platistèirids (Platysteiridae).

## Hàbitat i distribució
Habita la selva pluvial, a les terres baixes de Guinea, Sierra Leone, Libèria, Costa d'Ivori, Ghana i Togo.